# Бахчанян Вагріч Акопович
Вагріч Акопович Бахчанян (вірм. Վահրիճ Բախչանյան; 23 травня 1938, Харків — 12 листопада 2009, Нью-Йорк)  — український радянський і 
американський художник вірменського походження, поет-концептуаліст, яскравий представник андеграундної культури.

## Біографія
У 1957 році вступив до Харківської Студії декоративного мистецтва, де навчався у Василя Єрмілова — відомого у 1920-х роках авангардиста. У 1965 році вперше брав участь в неофіційній виставці.
Переїхав до Москви в середині 60-х років. У 1967—1974 роках працював в гумористичному відділі «Літературної газети». Колажі Бахчаняна також публікувались у журналах «Знание-сила» и «Юность». Автор багатьох афоризмів, що увійшли до російського фольклору. Бахчанян придумав псевдонім «Лимонов» своєму другу, письменникові і поетові Едуарду Савенку.
У 1974 році художник емігрував до Нью-Йорка, де продовжував активно працювати. Останніми роками життя багато його робіт виставлялися в Москві, Нью-Йорку, Лас-Вегасі, Києві і Відні.
Лауреат Всесвітнього конкурсу карикатуристів.

## Публікації
- 1981 — «Автобиография сорокалетнего автора»
- 1981 — «Visual diary: 1/1/80 — 12/31/80»
- 1985 — «Демарш энтузиастов» (у співавторстві з Сергієм Довлатовим та Наумом Сагаловським)
- 1986 — «Синьяк под глазом: пуантель-авивская поэма»
- 1986 — «Ни дня без строчки (годовой отчет)»
- 1986 — «Стихи разных лет»
- 2003 — «Мух уйма: художества»
- 2005 — «„Вишневый ад“ и другие пьесы»

## Фільм
У 2015 році Андрій Загданський зробив стрічку «Вагріч і чорний квадрат».

## Виноски
1. 1 2  SNAC — 2010.
2. ↑  Bibliothèque nationale de France BNF: платформа відкритих даних — 2011.
3. ↑  http://www.rian.ru/culture/20091113/193313349.html
4. ↑  The Fine Art Archive — 2003.
5. ↑  Архівована копія. Архів оригіналу за 27 вересня 2007. Процитовано 9 липня 2007.{{cite web}}:  Обслуговування CS1: Сторінки з текстом «archived copy» як значення параметру title (посилання)
6. ↑  Архівована копія. Архів оригіналу за 28 вересня 2007. Процитовано 9 липня 2007.{{cite web}}:  Обслуговування CS1: Сторінки з текстом «archived copy» як значення параметру title (посилання)